# Ivan Krasko
Ivan Krasko, all'anagrafe Ján Botto (Lukovištia, 12 luglio 1876 – Martin, 3 marzo 1958), è stato un poeta, scrittore e traduttore slovacco.
Scrisse anche sotto gli pseudonimi Bohdana J. Potokinová e Janko Cigáň.

## Biografia

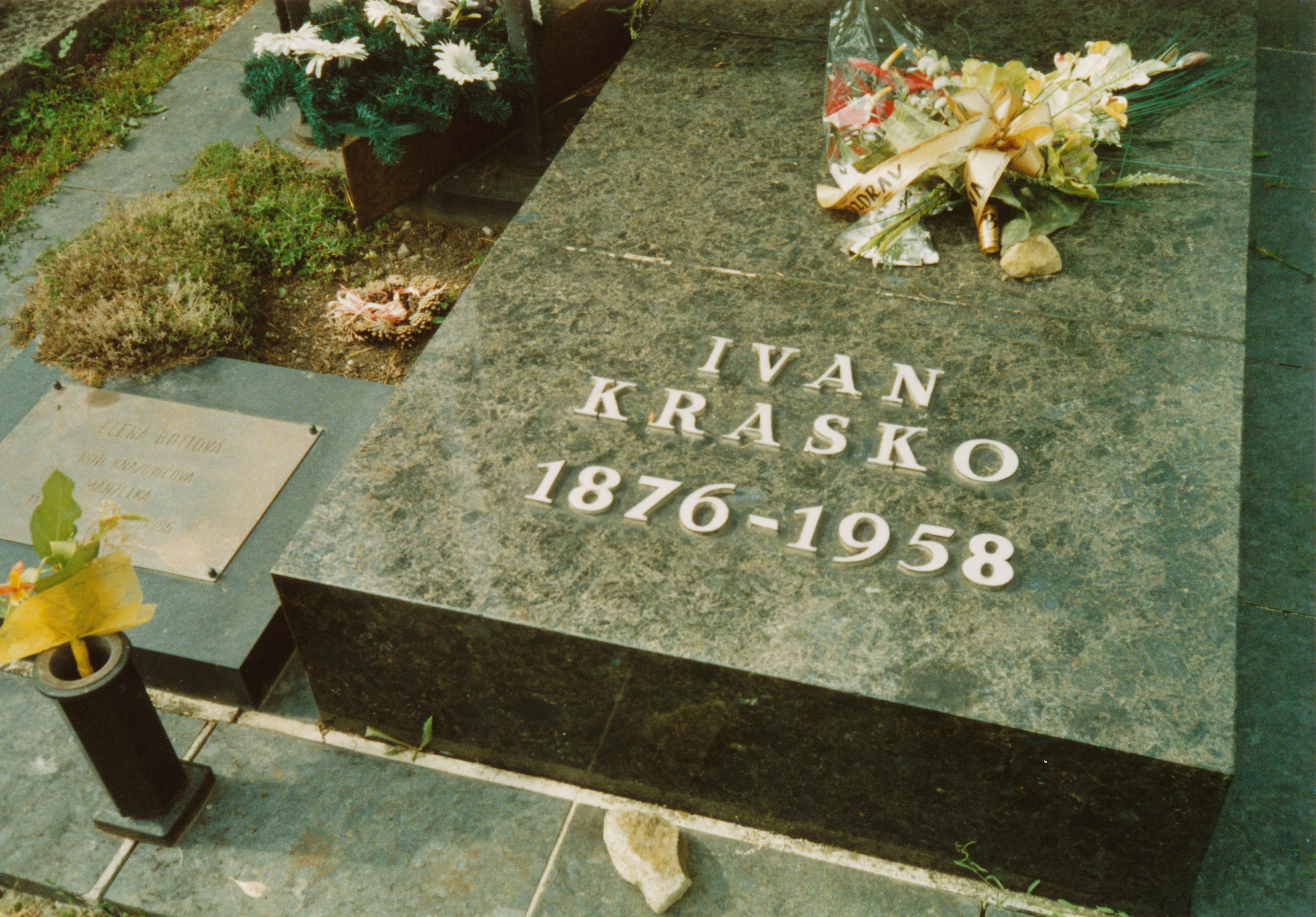
La tomba del poeta a Lukovištia

Nacque in una famiglia contadina della regione storica di Gemer. Il padre Ján Botto era lontano parente dell'omonimo poeta romantico Ján Botto della generazione di Štúr. 
Studiò a Lukovištia, ove ebbe come insegnante August Horislav Škultéty, poi al ginnasio ungherese di Rimavská Sobota, al ginnasio tedesco di   Sibiu in Romania e proseguì ancora al ginnasio romeno di Brașov, ove conseguì la maturità nel 1896. Dopo il diploma tornò a casa per occuparsi delle attività imprenditoriali della sua famiglia: gli anni fra il 1896 e il 1900 li trascorse attendendo alla costruzione di un mulino prima e poi all'impianto di una cereria a Teplý Vrch. Nel 1900 si rivolse agli studi di ingegneria chimica a Praga, che portò a termine con successo nel 1905. A Praga prese parte attivamente alle attività del circolo studentesco Detvan, di cui fu funzionario e verbalizzatore dei dibattiti, che investivano un vasto raggio di tematiche letterarie, culturali, ma anche socio-economiche. Contemporaneamente lavorava come tecnico allo zuccherificio di Klobuky e più tardi alle officine chimiche di Slaný. 
Nel 1914 fu arruolato e prestò servizio militare per un anno, disimpegnandolo sul fronte orientale come ufficiale del 16º reggimento di fanteria dell'Esercito ungherese. Alla fine della Prima guerra mondiale frequentò le lezioni alle facoltà di filosofia e di diritto dell'Università Comenio di Bratislava e iniziò a lavorare per l'amministrazione cecoslovacca: dal 1918 al 1927 fu segretario del Ministro plenipotenziario per l'amministrazione della Slovacchia, che dal 1927 al 1938 divenne l'ufficio regionale slovacco con sede a Bratislava. Divenne deputato e successivamente anche senatore per il Partito agricolo e contadino repubblicano: fu sostenitore dello Stato cecoslovacco. Oltre al lavoro si occupava anche di ricerca scientifica in ambito chimico, per cui nel 1923 conseguì il dottorato.
Visse per lo più a Bratislava, tuttavia dal 1943 al 1958 visse e lavorò a Piešťany, dove si trova anche la sua casa-memoriale. Fu sepolto a Lukovištia, nel villaggio di Kraskovo.

## Attività
Le sue prime poesie apparvero al tempo dei suoi studi ginnasiali, tuttavia pubblicò la sua prima opera solo nel 1896 quando sul prestigioso giornale letterario Slovenské pohľady uscì la poesia Pieseň nášho ľudu ("Canto della nostra gente"). Scriveva sotto lo pseudonimo di Janko Cigáň, che si era dato da sé. Lo pseudonimo di Ivan Krasko, con il quale si è affermato nella storia della letteratura slovacca, gli fu suggerito da Svetozár Hurban Vajanský, che pubblicò la sua prima raccolta di poesie (russificarono il suo vero nome Ján e scelsero un cognome che richiamava il villaggio che confina con il suo paese natale – Kraskovo), Ivan Krasko accettò questo pseudonimo, anche perché aveva scoperto dall'albero genealogico che aveva compilato di discendere da una famiglia di Kraskovo. Inizialmente la sua opera non attirò l'attenzione degli editori e neanche quella dei lettori, nonostante questo non volle abbandonare. La maggior parte dei suoi scritti d'esordio, che era rimasta manoscritta, fu raccolta nel 1954 nell'edizione completa delle sue opere. 
Nelle sue composizioni affronta la problematica dell'ingiustizia sociale, della magiarizzazione e dell'asservimento della nazione slovacca, della passività delle giovani generazioni; esprime anche la sua tristezza personale, per cui della delusione non incolpa solo la donna, ma anche la società fredda e impersonale; tratta anche della lacerazione religiosa - la lotta tra fede e scetticismo. Sulla sua produzione ebbero grande influenza gli autori cechi, come pure i simbolisti francesi, che allora spopolavano in tutta Europa. 
L'opera di Ivan Krasko è fra i tesori fondamentali della poesia slovacca: una personalità di riferimento della poesia slovacca moderna. Le sue poesie sono state tradotte in molte lingue; alcune sono state musicate: così avvenne per Nox et solitudo, da cui Eugen Suchoň trasse un ciclo di canzoni. Tradusse testi artistici e letteratura tecnica dal rumeno.
Pubblicò articoli scientifici su Chemické listy. Nel 1946 ebbe dallo Stato il titolo di Artista nazionale.

## Opere

### Poesia
- 1896 – Pieseň nášho ľudu ("Canto della nostra gente"), poesia
- 1902 – Deň spásy ("Giorno di salvezza"), poesia
- 1902 – Za búrnej, čiernej noci ("Dopo la notte tempestosa e nera"), poesia
- 1905 / 1906 – Lístok ("La lettera"), ciclo di poesie
- 1906 – List slečne Ľ. G. ("Lettera alla signorina Ľ. G."), poesia
- 1906 – Jehovah, poesia
- 1906 – Poznanie ("La conoscenza"), poesia
- 1909 – Nox et solitudo (Noc a samota) ("Notte e solitudine"), prima raccolta di poesie pubblicata in un libro, con introduzione di Svetozár Hurban Vajanský
- 1910 – Noc a Ja ("La notte e io"), poesia in prosa
- 1912 – Verše ("Versi"), seconda raccolta di poesie
- 1913 – Svätopluk, poesia
- 1952 – Moje piesne ("I miei canti"), raccolta di poesie
- 1961 – Nad ránom… ("Sul mattino"), selezione di poesie

### Prosa e altre opere
- 1907 – Naši ("I nostri"), studi di ritratti
- 1908 – Sentimentálne príhody I a II ("Vicende sentimentali I e II"), in seguito intitolate Svadba ("Le nozze") e Almužna ("L'elemosina"), prose brevi
- 1911 – List mŕtvemu ("Lettera a un morto")
- 1932 – Archanjel Michal, nástenná maľba v starobylom kostole na Kraskove ("L'arcangelo Michele, pittura murale dell'antica chiesa di Kraskovo"), descrizione di un frammento d'affresco
- 1937 – Pôvod dedín Kraskova a Lukovíšť ("L'origine dei villaggi di Lukovištia e Kraskovo"), studi pubblicati sui quaderni della Società museale slovacca

### Traduzioni
- 1910 – Richard Dehmel: Vôľa k činu ("Volontà verso il fine"), saggio teorico
- 1911 – Richard Dehmel: Príroda, symbol a umenie ("Natura, simbolo e arte"), saggio teorico
- 1956 – Tiene na obraze času ("Ombre nell'immagine del tempo"), raccolta di poesie tradotte dal rumeno

## Memoria
- Camera-memoriale di Ivan Krasko a Piešťany (1976)
- Cimeli letterari all'Archivio letterario della Matica slovenská
- Casa natale con lapide commemorativa (1956)
- Cippo funebre (1965) e monumento (1966) opera di Alina Ferdinandy a Lukovištia
- Una via dedicata a Bratislava e in altre città slovacche
- Premio Ivan Krasko per il miglior debutto letterario dell'anno conferito dal Fondo letterario slovacco di Bratislava
- Gli è stato dedicato l'asteroide 33129 Ivankrasko, scoperto dagli astronomi slovacchi Peter Kolény e Leonard Kornoš nel 1998